# Reinhard Wendt
Reinhard Wendt (* 6. August 1949 in Frankfurt am Main) ist ein deutscher Historiker. Er arbeitet und forscht zur Geschichte kultureller Interaktionen, Transfers und Konflikte zwischen Europa und Deutschland einerseits und der übrigen Welt andererseits. Dabei liegen inhaltliche Akzente auf dem Wandel Deutschlands durch Importe und Impulse aus Übersee, der Missionsgeschichte und der Auswanderung von Deutschen in die Südsee sowie regionale auf Südostasien und Ozeanien.

## Wissenschaftliche Laufbahn
Reinhard Wendt studierte Geschichte, Politikwissenschaft und Geographie an den Universitäten Frankfurt a. M. und in Freiburg. 1983 wurde er an der Universität Augsburg mit einer Arbeit über die Auswahlmethoden für bayerische Beamte an der Wende vom 18. zum 19. Jahrhundert zwischen Ämterkauf und Leistungsprinzip promoviert. Seit 1987 lehrte und forschte er an den Universitäten Augsburg und Freiburg zur Außereuropäischen Geschichte, die er als einen zweidimensionalen Prozess versteht: Europa beeinflusste und transformierte in unterschiedlicher Intensität die übrigen Regionen der Erde und wurde gleichzeitig selbst zum Objekt von Einwirkungen aus der überseeischen Welt. 1995 wurde er mit einer Studie über die spanisch-katholische Kultur auf den Philippinen im Spannungsfeld von kolonialer Herrschaft und indigener Selbstbehauptung habilitiert. 1998 berief ihn die FernUniversität Hagen zum Universitäts-Professor und Leiter des Lehrgebiets Neuere Europäische und Außereuropäische Geschichte, eine Tätigkeit, die er bis zum Eintritt in den Ruhestand 2015 wahrnahm.

## Schriften (Auswahl)
Autor
- Die bayerische Konkursprüfung der Montgelas-Zeit. Einführung, historische Wurzeln und Funktion eines wettbewerbsorientierten, leistungsvergleichenden Staatsexamens (= Miscellanea Bavarica Monacensia. Dissertationen zur bayerischen Landes- und Münchner Stadtgeschichte, Band 13). Uni-Druck, München 1984, ISBN 3-87821-202-X (zugleich: Dissertation, Universität Augsburg, 1983).
- Fiesta Filipina. Koloniale Kultur zwischen Imperialismus und neuer Identität (= Rombach-Wissenschaften Reihe Historiae, Band 10). Rombach, Freiburg im Breisgau 1997, ISBN 3-7930-9101-5 (zugleich: Habilitationsschrift, Universität Freiburg (Breisgau)).
- Vom Kolonialismus zur Globalisierung. Europa und die Welt seit 1500 (= UTB, Band 2889). Schöningh, Paderborn u. a. 2007, ISBN 3-8252-2889-4; 2., aktualisierte Auflage, Schöningh, Paderborn u. a. 2016, ISBN 3-8252-4236-6.

Herausgeber
- mit Hans-Joachim König und Wolfgang Reinhard: Der europäische Beobachter außereuropäischer Kulturen. Zur Problematik der Wirklichkeitswahrnehmung (= Zeitschrift für Historische Forschung, Beiheft, Band 7). Duncker & Humblot, Berlin 1989, ISBN 3-428-06624-3.
- Wege durch Babylon. Missionare, Sprachstudien und interkulturelle Kommunikation (= ScriptOralia, Band 104). Narr, Tübingen 1998, ISBN 3-8233-5414-0.
- Sammeln, Vernetzen, Auswerten. Missionare und ihr Beitrag zum Wandel europäischer Weltsicht (= ScriptOralia, Band 123). Narr, Tübingen 2001, ISBN 3-8233-5433-7.
- mit Peter Brandt und Arthur Schlegelmilch: Symbolische Macht und inszenierte Staatlichkeit. „Verfassungskultur“ als Element der Verfassungsgeschichte (= Reihe Politik- und Gesellschaftsgeschichte, Band 65). Dietz, Bonn 2005, ISBN 3-8233-5433-7.
- An Indian to the Indians? On the initial failure and the posthumous success of the missionary Ferdinand Kittel (1832–1903) (= Studien zur außereuropäischen Christentumsgeschichte (Asien, Afrika, Lateinamerika), Band 9). Harrassowitz, Wiesbaden 2006, ISBN 3-447-05161-2.

Aufsätze
- Zucker – zentrales Leitprodukt der Europäischen Expansion. In: Zeitschrift für Agrargeschichte und Agrarsoziologie 61 (2013), S. 43–58.
- Deutsche Gräber auf dem europäischen Friedhof in Naiafu, Vava'u, Tonga-Inseln. Erinnerungsort zu Auswanderung und Transkulturation. In: Saeculum 64 (2014), S. 91–107.
- mit Jürgen G. Nagel: Southeast Asia and Oceania. In: Akira Iriye, Jürgen Osterhammel (Hrsg.): A History of the World. Bd. 3: Empires and Encounters 1350–1750. Hrsg. von Wolfgang Reinhard, Harvard University Press, Cambridge/Mass., London 2015, S. 553–736.
- Das Ende der deutschen Südsee. In: Marianne Bechhaus-Gerst, Joachim Zeller (Hrsg.): Deutschland Postkolonial? Die Gegenwart der imperialen Vergangenheit, Berlin 2018, S. 80–97.
- Heidenmission in der Heimat. Ihre Bedeutung für Menschenbilder und Weltsichten. In: Silke Hensel, Barbara Rommé (Hrsg.): Aus Westfalen in die Südsee. Katholische Mission in den deutschen Kolonien, Berlin 2018, S. 200–211.
- The Vava’u Germans. History and Identity Construction of a Transcultural Community with Tongan and Pomeranian Roots. In: Hartmut Berghoff, Frank Biess, Ulrike Strasser (Hrsg.): Explorations and Entanglements. Germans in the Pacific Worlds from the Early Modern Period to World War I. New York 2019, S. 292–308.
- Transfer, Interaktion, Transformation. Globalhistorische Blicke auf Missionsgeschichte. In: Olaf Blaschke, Francisco Javier Ramón Solans (Hrsg.): Weltreligion im Umbruch. Transnationale Perspektiven auf das Christentum in der Globalisierung. Frankfurt am Main 2019, S. 79–101.
- Alfred Schultz – ein Hamburger Kaufmann in der Südsee. Globaler Handel, Weltpolitik und Alltag. In: Zeitschrift für Weltgeschichte 21 (2020), S. 155–183.